# Lijst van talen naar woordvolgorde
De woordvolgorde van de ongemarkeerde declaratieve hoofdzin verschilt per taal. Hieronder volgt een (incomplete) lijst van talen geordend naar de gebruikelijke woordvolgorde.
- S = Subject of onderwerp
- O = Object
- V = Verb, werkwoord

| SOV-talen         |                      | |
| Taal              | Taalfamilie          | Opmerkingen |
| Arabisch          | Semitische talen     | |
| Baskisch          | geïsoleerde taal     | |
| Hindi             | Indo-Arische talen   | |
| Hongaars          | Fins-Oegrische talen | Woordvolgorde is afhankelijk van de focus |
| Japans            | Japanse talen        | |
| Koerdisch         | Iraanse talen        | |
| Koreaans          |                      | |
| Latijn            | Romaanse talen       | |
| Marathi           | Indo-Arische talen   | |
| Pasjtoe           | Iraanse talen        | |
| Perzisch          | Iraanse talen        | |
| Telugu            | Dravidische talen    | |
| Turks             | Turkse talen         | |
| SVO-talen         |                      | |
| Taal              | Taalfamilie          | Opmerkingen |
| Afrikaans         | Germaanse talen      | |
| Bulgaars          | Slavische talen      | |
| Deens             | Germaanse talen      | Vragende zinnen kennen een VSO-volgorde. |
| Duits             | Germaanse talen      | |
| Engels            | Germaanse talen      | |
| Fins              | Fins-Oegrische talen | |
| Frans             | Romaanse talen       | Wanneer het object een persoonlijk voornaamwoord is, gebruikt het Frans een SOV woordvolgorde. |
| Fries             | Germaanse talen      | |
| Gallisch          | Keltische talen      | |
| Italiaans         | Romaanse talen       | |
| IJslands          | Germaanse talen      | Vragende zinnen kennen een VSO-volgorde. |
| Javaans           | Austronesische talen | |
| Kantonees         | Chinese talen        | |
| Lets              | Baltische talen      | |
| Mandarijn         | Chinese talen        | In het Chinees wordt veel gebruikgemaakt van topicalisatie, waardoor de woordvolgorde kan veranderen. |
| Nederlands        | Germaanse talen      | Het Nederlands gebruikt een SOV-woordvolgorde voor bijna alle bijzinsconstructies, een SVO-woordvolgorde voor hoofdzinnen en een VSO-woordvolgorde voor zinnen in de vragende vorm. Zie ook Verb Second. |
| Noors             | Germaanse talen      | Vragende zinnen kennen een VSO-volgorde. |
| Pools             | Slavische talen      | |
| Russisch          | Slavische talen      | |
| Swahili           | Bantoetalen          | |
| Zweeds            | Germaanse talen      | Vragende zinnen kennen een VSO-volgorde. |
| VSO-talen         |                      | |
| Taal              | Taalfamilie          | Opmerkingen |
| Bretons           | Keltische talen      | |
| Hawaïaans         | Austronesische talen | |
| Iers              | Keltische talen      | |
| Klassiek Arabisch | Semitische talen     | |
| Manx              | Keltische talen      | |
| Oudiers           | Keltische talen      | |
| Schots-Gaelisch   | Keltische talen      | |
| Tagalog           | Austronesische talen | |
| Welsh             | Keltische talen      | |

Andere woordvolgordes komen voor, maar slechts in enkele kleine talen.